# Téléréalité
Pour les articles homonymes, voir Real TV.
Ne doit pas être confondu avec reality show.
La téléréalité ou télé-réalité (en anglais : reality television) est un genre télévisuel dont le principe est de suivre, le plus souvent sur le mode du feuilleton, la vie quotidienne d'anonymes ou de célébrités (filmées pour elles-mêmes et non dans l'incarnation d'un rôle fictif). Ces émissions se caractérisent par une mise en scène plus ou moins spontanée des événements, capturant des moments réels et souvent intimes. Les émissions de téléréalité peuvent reposer sur l'exemple d'autres genres télévisuels, tels que le documentaire, la variété, la série ou le jeu télévisé.

## Historique

### Filmer des anonymes
C'est en 1971 aux États-Unis que l'émission An American Family (Une famille américaine), diffusée sur PBS, s'introduit pour la première fois dans la vie privée d'une famille américaine totalement inconnue pour relater, après 300 heures de tournage transformées en douze épisodes les conséquences d'un divorce sur le quotidien de ce foyer californien. Le modèle, totalement innovant, est repris l'année suivante au Royaume-Uni sous le titre The Family. Ces programmes télévisés soulèvent un tollé à leur sortie. En 1987, il n'y a pourtant pas moins de 37 émissions de téléréalité aux États-Unis.

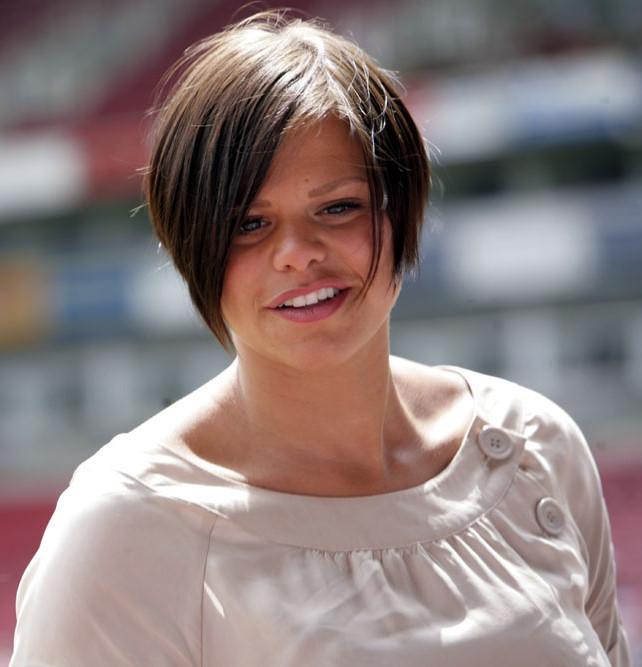
Jade Goody, finaliste de la saison 3 de l'émission Big Brother, version britannique, et candidate de la saison 5 de Celebrity Big Brother.

Créée en 1989 par NBC, la série documentaire COPS, au cours duquel une équipe de télévision suit des policiers durant des arrestations, est l'une des émissions connaissant le succès le plus durable sur les écrans américains ; elle est fréquemment considérée comme la première émission de téléréalité centrée sur les milieux professionnels à risque (véritable genre aux États-Unis). D'autres programmes tels que The Real World sur MTV ou America's Most Wanted sur Fox popularisent le format.

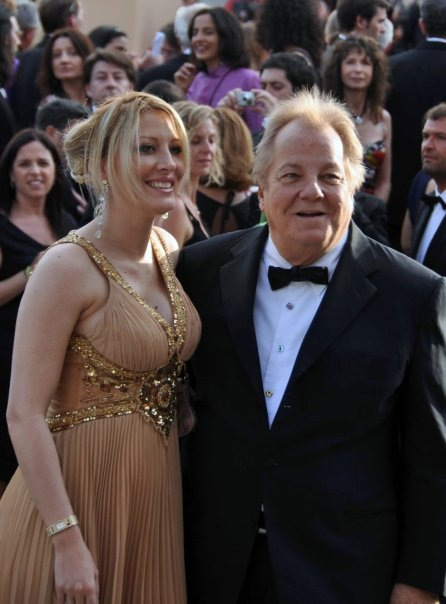
Loana, gagnante de la saison 1 de Loft Story en 2001, et Massimo Gargia, candidat de la saison 1 de La Ferme Célébrités en 2004.

Les années 1990 voient émerger en France des émissions qualifiées de « reality shows » telles que Perdu de vue (inspirée de l'émission américaine Missing Person) dans laquelle une équipe d'investigateurs recherchent des personnes disparues, ou Témoin numéro 1 qui tente de réconcilier des couples. Selon l'animateur Jacques Pradel, initiateur de ce type d'émission en France sur la chaîne privée TF1 : « Nous rétablissons la communication coupée entre les personnes, entre les couples, c’est le nouvel âge de la télévision. ». Le succès est tel que France Télévisions, le réseau public, commande de son côté la production de La Nuit des héros, qui reconstitue des accidents et l'intervention héroïque d'un « monsieur tout le monde », émission qui rassemble jusqu'à six millions de téléspectateurs.

### Mettre en scène des anonymes
En 1999, l'archétype d'un nouveau genre d'émission apparaît : Big Brother, titrée ainsi en référence au roman 1984 dans lequel tout le monde surveille tout le monde. Produite par la société néerlandaise Endemol, cette émission de téléréalité d'enfermement bouleverse le paysage audiovisuel mondial. Se présentant sous la forme d'un jeu télévisé, sont rassemblés en un lieu clos douze participants, enfermés là pendant plusieurs semaines sous la surveillance continue d'un système vidéo. L'émission est très populaire et s'exporte dans 70 pays. De nombreux programmes s'inspirent par la suite de Big Brother comme, en France, Loft Story, Secret Story, Dilemme, etc.

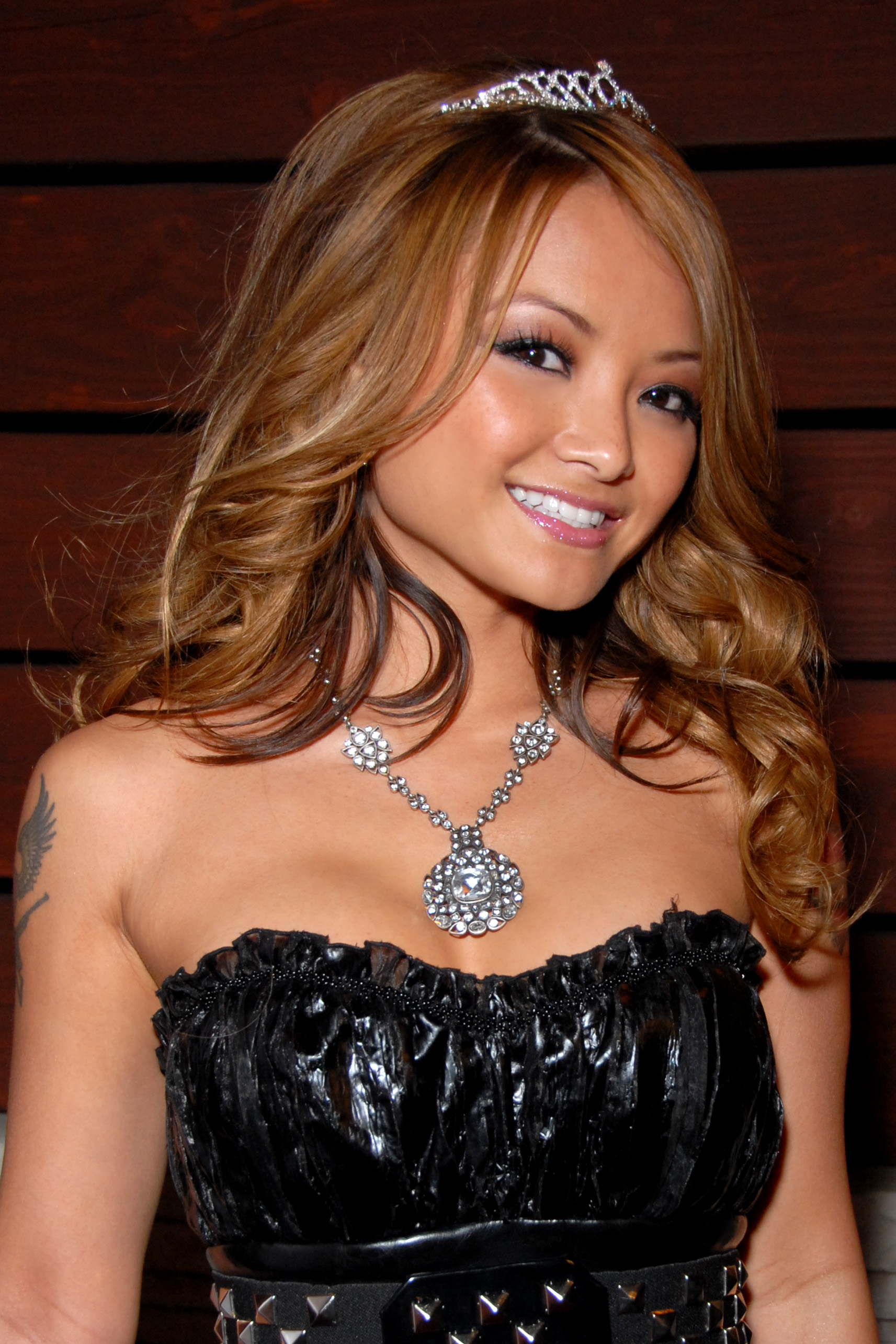
Tila Tequila, vedette de l'émission américaine Tila Célib et Bi (A Shot at Love with Tila Tequila).

Le concept de téléréalité se décline donc depuis plusieurs décennies et contribue depuis les années 1990 au succès des chaînes qui les programment, pour deux raisons : d'une part, ce type d'émission attire massivement les téléspectateurs, ce qui se traduit par des scores d'audimat sensiblement élevés, accompagnés par un effet bouche-à-oreille que l'on traduit en termes de phénomène de société, et, d'autre part, par la rentabilité exceptionnelle de ces programmes dont les coûts de production sont relativement faibles : les « acteurs », inconnus, sont peu rémunérés comparativement aux célébrités, le script et la mise en scène sont minimalistes voire inexistants, la captation technique se fait par enregistrement et moniteur durant la nuit d'où un faible personnel derrière le décor, équipe elle-même réduite durant le jour.
Les formats d'émissions de téléréalité se développent principalement durant les années 2000. En France, le concept est testé par TF6 en janvier 2001 avec sa propre émission Aventure sur le Net. La médiatisation du succès de Loft Story (émission d'Endemol présentée par Benjamin Castaldi sur la chaîne M6 en avril 2001) en fait un phénomène de société. Le PDG de TF1 Patrick Le Lay, qui a déjà mis en route son programme de « real TV » (l'émission Survivor adaptée sous le nom de Koh-Lanta en août 2001) et s'apprête à signer un contrat d'exclusivité avec Endemol, signe une tribune libre dans Le Monde : il s'en prend à « Loft Story et ses sous-produits pornographique », reprochant à M6 de tomber dans la « télé poubelle ». Au cours d'une réunion dans le bureau de Le Lay au siège de TF1, les responsables des chaînes françaises se sont engagés sur l'honneur de ne jamais mettre le doigt dans l'engrenage de cette télévision qualifiée de « trash TV » mais le dirigeant de M6 Nicolas de Tavernost a passé outre, arguant du fait que TF1 maintient Koh-Lanta. Après le succès phénoménal de la première saison, la première chaîne multiplie les programmes de téléréalité tels que Star Academy, Nice People ou bien encore Secret Story.

### Nuances de genres
Il convient de distinguer les notions de reality show et de téléréalité :
- le reality show est un format d'émission de télévision, essentiellement bâti autour de documentaires et de débats, montrant des individus ordinaires saisis dans leur vie quotidienne, privée et professionnelle. Le succès de ce concept démarre aux États-Unis en 1989 avec COPS. En France, ce type d'émission émerge tout au long des années 1990 avec Perdu de vue, Témoin numéro 1, Strip-tease, La Nuit des héros, Les Marches de la gloire, etc.
- la téléréalité (traduit de l'anglais reality television) comprend un format d'émission incluant des individus ordinaires (ou anonymes) vivant artificiellement des situations plus ou moins ordinaires. Le succès de ce concept démarre en Europe en 1999 avec Big Brother, puis en France, avec des émissions spécifiques apparues dans les années 2000 comme Loft Story, Koh-Lanta, Star Academy, L'Île de la tentation, etc.

## Catégories d'émissions de téléréalité

### Vie en communauté
Le principe de ce type d'émission, qui est avant tout une forme de jeu télévisé, consiste à isoler des candidats pendant une durée déterminée dans un environnement forcé et reconstitué (généralement de deux à trois mois) afin de permettre aux téléspectateurs d'observer leurs réactions et comportements. Un candidat peut être éliminé après avoir échoué à une épreuve, exclu après avoir été désigné par ses pairs ou par les téléspectateurs. Les programmes de téléréalité sont très rentables car les chaînes de télévision gagnent beaucoup d'argent par le biais des SMS envoyés par les téléspectateurs pour éliminer ou sauver tel ou tel candidat. Dans ces programmes, on peut citer Secret Story, Big Brother, Loft Story (version française de l'émission précédente), Nice People, Les Colocataires, Dilemme, Bienvenue à Jersey Shore, ou encore Carré ViiiP. Cependant, l'engouement s'essoufflant, de nouveaux types d'émission de téléréalité tels que « Télé crochet » ou encore « Séduction » sont apparus.
Le coût de production de jeu d’enfermement est très élevé (ex. : Secret Story est un programme cher à produire, environ onze millions d’euros).
Ce type d'émission repose sur cinq éléments :
- une présélection des candidats sur leurs profils psychologiques ou leurs personnalités ;
- un environnement limité dans l'espace, ne laissant aux participants aucune échappatoire à la confrontation avec les autres candidats ;
- un système d'élimination par vote des téléspectateurs permettant à la fois d'assurer au diffuseur des rentrées financières, et d'impliquer les téléspectateurs qui interagissent avec l'émission afin de s'assurer de leur fidélité. La menace de l'élimination renforce en outre les tensions entre les participants ;
- les tâches édictées par les organisateurs du jeu, permettant de maintenir une activité télégénique et de forcer les candidats à interagir ;
- le confessionnal destiné à recueillir les votes des participants qui présélectionnent les candidats à l'élimination par les téléspectateurs, et à livrer leurs pensées, leurs sentiments, soulignant ainsi les relations qui se tissent.

Ces éléments peuvent être combinés avec d'autres concepts, tels que les castings ou la séduction, mais restent les marques de fabrique de la télévision réalité et comptent parmi ses aspects les plus décriés.

### De compétition
Danse avec les stars, Ice Show, La France a un incroyable talent, The Best : Le Meilleur Artiste et bien d'autres émissions permettent de suivre des artistes (durant les primes), célébrités ou anonymes dans divers compétitions. Elles sont d'ailleurs considérées comme des reality show ou encore comme un divertissement.

### Télé-crochet

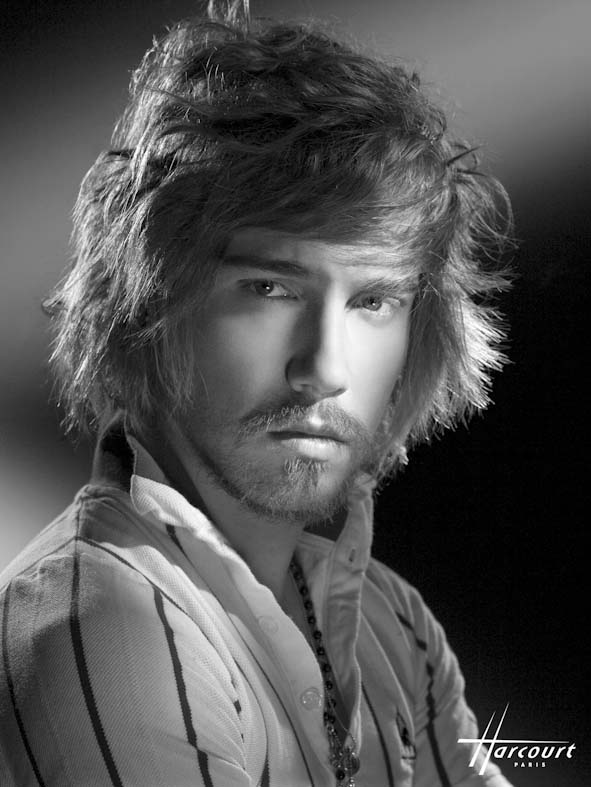
Le chanteur français Julien Doré, gagnant de la saison 5 de Nouvelle Star.

Le principe de ces émissions est de mettre plusieurs candidats en compétition, le vainqueur gagnant la possibilité d'enregistrer un album. On peut citer dans cette catégorie Popstars, Star Academy, Nouvelle Star, X Factor, L'École des stars, The Voice ou Pop Job.
De nombreux professionnels de l'audiovisuel contestent la qualification de téléréalité pour les télé crochets. Le concept de télé-crochet est né bien avant l'expression « téléréalité ». Il est généralement admis qu'un télé crochet appartient à la téléréalité dès lors que des reportages sur la vie privée des candidats sont diffusés au-delà de l'informatif et de l'anecdote de présentation, par exemple le live (22h sur 24h) Star Academy étant typique des codes de la téléréalité. Ainsi, avec cette nouvelle définition, le télé crochet Entrée des artistes de Pascal Sevran n'appartiendrait pas à la téléréalité, ni même X Factor.
Dans un premier temps réservé au monde de la musique, le concept a cependant été réutilisé pour créer des émissions basées sur la découverte d'autres talents artistiques comme dans On n'demande qu'à en rire pour l'humour, dans HGTV Design Star pour la décoration d'intérieur, dans Projet haute couture et La Collection pour le stylisme ou dans MasterChef ou encore Hell's Kitchen pour la cuisine.

### Environnement de vie
Le principe de ces émissions est d'inviter les participants à vivre dans un milieu, extérieur et non plus en studio, qu'ils ne connaissent pas (Koh-Lanta, Pékin Express, The Bridge : Le Trésor de Patagonie, La Ferme Célébrités, Le Pensionnat, Première Compagnie, Familles d'explorateurs, ou encore Les Anges de la télé réalité et L'Île des vérités).
Depuis, de nouvelles émissions ont fait leur apparition. Appelées Dynasty Show, ces émissions réunissent les membres d'une même famille (Allô Nabilla, Giuseppe Ristorante : Une histoire de famille, L'Incroyable Famille Kardashian entre autres). Ce genre, arrivé en 2013 en France, est très développé aux États-Unis.

### Séduction

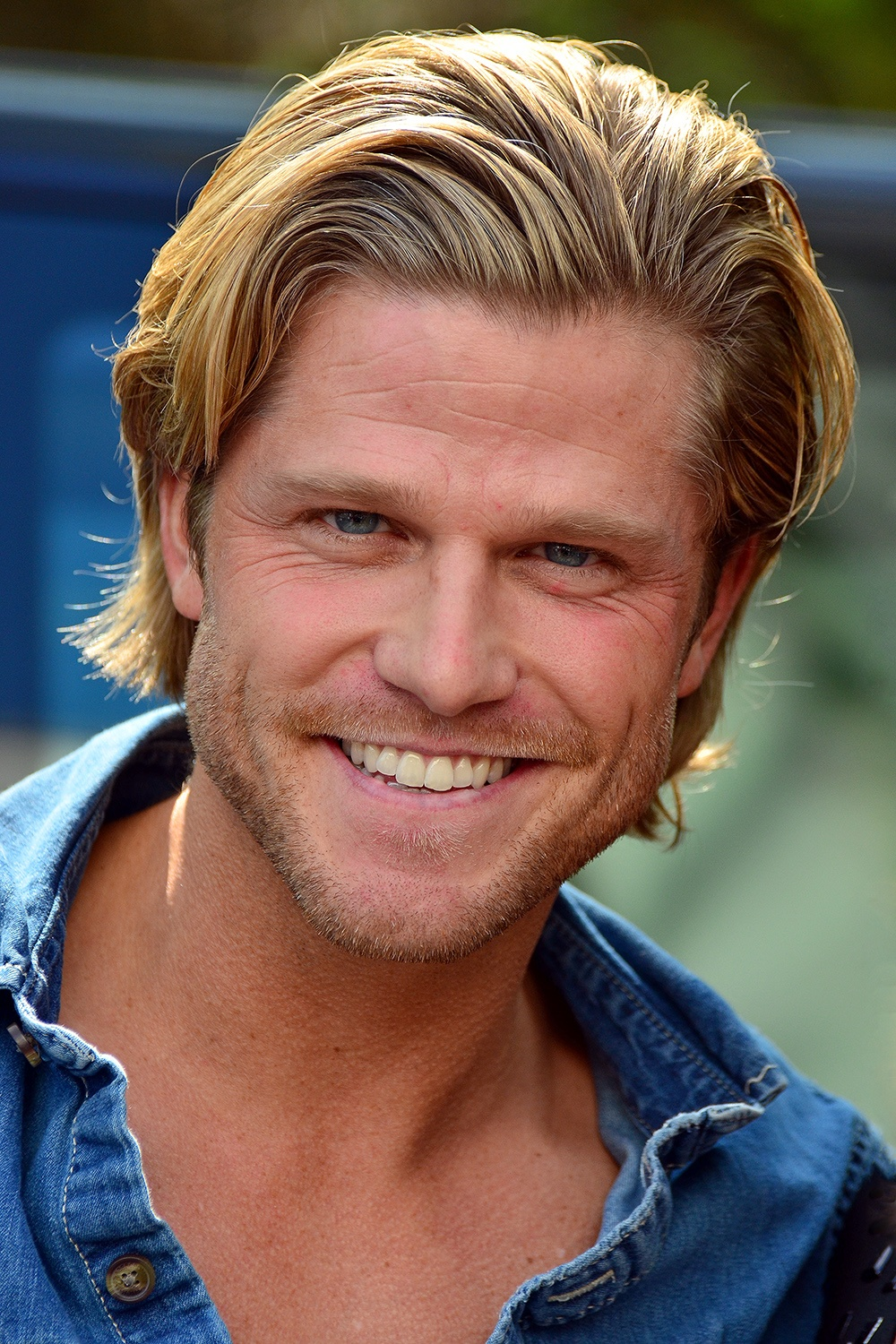
Paul Janke, protagoniste en 2012 de Der Bachelor, la version allemande de Bachelor, le gentleman célibataire.

Le principe de ces émissions est de favoriser les relations amoureuses au sein d'un groupe ou de constituer un couple. On peut citer dans ce type d'émissions, en France, Opération séduction aux Caraïbes, L'Île de la tentation, Love and Bluff : Qui de nous trois ?, L'amour est dans le pré, Bachelor, le gentleman célibataire, Maman cherche l'amour, Greg le millionnaire, Marjolaine et les Millionnaires, Qui veut épouser mon fils ?, Occupation double, La Belle et ses princes presque charmants, Coup de foudre au prochain village et Les Princes de l'amour.

### Sensations
Certaines émissions montrent des personnes dans des situations leur générant des émotions de peur, de panique, ou de dégoût (Fear Factor (en), Je suis une célébrité, sortez-moi de là ! ; Hunted, télé-réalité de la chasse à l'homme).

### Mise en scène de vedettes

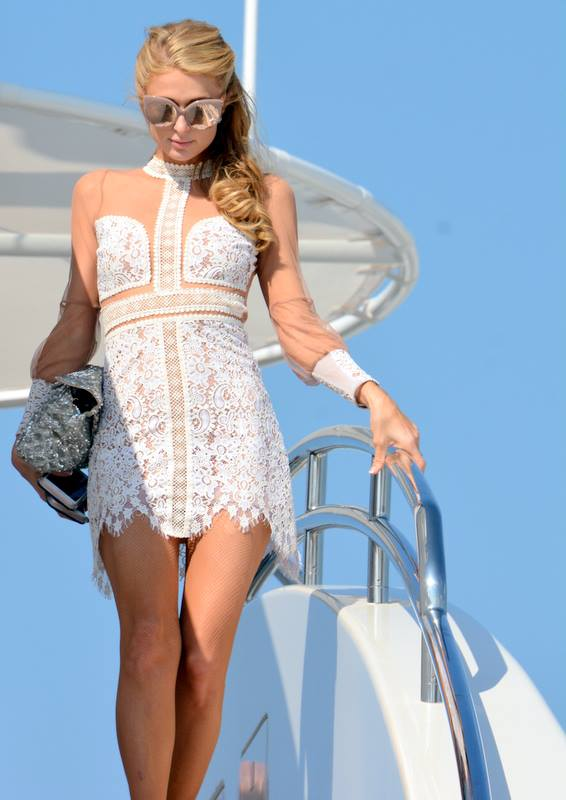
Paris Hilton, vedette des émissions The Simple Life et Paris Hilton : une amie pour la vie ?.

Déjà en 1969, le groupe britannique The Beatles se met en scène durant un mois lors des séances d'enregistrement qui deviendront leur album Let It Be et sort le film homonyme l'année suivante. En 2021, le réalisateur Peter Jackson en tire une série de trois épisodes intitulée The Beatles: Get Back.
Certaines émissions de téléréalité sont centrées autour d'un ou de plusieurs personnages publics représentés soit dans le cadre d'une mise en scène donnée (compétition, mise en situation particulière) soit dans le cadre de leur vie quotidienne. L'émission The Osbournes, diffusée entre 2002 et 2005, était centrée sur la vie familiale du chanteur de heavy metal Ozzy Osbourne. L'actrice et mannequin Anna Nicole Smith a été la vedette, entre 2002 et 2004, de The Anna Nicole show, qui la représentait dans sa vie quotidienne. L'émission Le Monde merveilleux de Hulk Hogan, entre 2005 et 2007, suivait la vie familiale du catcheur Hulk Hogan. La téléréalité peut également susciter et entretenir la notoriété de certaines personnalités : l'Américaine Kim Kardashian a retenu l'attention de certains médias pour son amitié avec Paris Hilton puis, surtout, du fait de la diffusion en 2007 d'une sextape qui la mettait en scène, ce qui lui a valu de devenir la même année la vedette de sa propre émission, L'Incroyable Famille Kardashian, qui la met en scène au quotidien avec son entourage. Des émissions de vie en communauté ou d'environnement de vie comme La Ferme Célébrités, Celebrity Big Brother ou The Surreal Life ont pour principe de mettre en scène, en lieu et place de candidats anonymes, des personnalités connues à des degrés divers, et de les placer en situation de compétition.
L'émission américaine Paris Hilton : une amie pour la vie ? (Paris Hilton's My New BFF), diffusée en 2008 et 2009 (plus une version britannique, Paris Hilton's British Best Friend, également diffusée en 2009), met en scène des candidats en compétition pour devenir la nouvelle « meilleure amie » (ou le nouveau meilleur ami) de la milliardaire Paris Hilton. Les candidats s'affrontent au cours de différentes compétitions, sous l'œil de Paris Hilton, à la fois présentatrice et juge de l'émission, et de l'un de ses assistants.
L'émission américaine Tila, célib et bi (A Shot at Love with Tila Tequila) est une variante du thème de la séduction. Elle met en scène la chanteuse et mannequin Tila Tequila, et joue sur la bisexualité proclamée de la « vedette » : seize hommes hétérosexuels et seize femmes lesbiennes sont mis en compétition pour avoir le droit de vivre une aventure amoureuse avec Tila Tequila. L'émission a été diffusée durant deux saisons, en 2007 et 2008.

### Modes de vie
Le principe de ces émissions est de faire appel à des experts, plus ou moins avérés, afin de conseiller des anonymes pour qu'ils améliorent leur mode de vie ou leurs habitudes. On peut citer dans ce type d'émissions Le Coach, Confessions intimes (un psychologue assiste des couples en difficulté), Super Nanny (une éducatrice aide des parents débordés par des enfants turbulents), Queer, C'est du propre ! (deux fées du logis remettent de l'ordre dans les logements des spectateurs), En voilà des manières (huit jeunes filles apprennent à se comporter en parfaites femmes du monde), Panique en cuisine ou J'ai décidé d'être heureux (trois coaches tentent d’améliorer en 8 semaines le degré de bonheur de 6 volontaires)

### Expérience de vie
Le principe de ces émissions est d'inviter les participants à échanger leur vie pendant quelques jours (On a échangé nos mamans, Vis ma vie, Bienvenue dans ma tribu). On peut aussi noter The Simple Life, où les participants découvrent un lieu de vie auquel ils ne sont pas habitués.

### Rénovation
Certaines émissions sont centrées sur le changement de l'espace de vie, de l'espace de travail, ou du véhicule d'une personne. On peut noter comme émissions Le Chantier, D&CO pour les bâtiments et Pimp My Ride ou Cars restoration pour les véhicules.

### Rencontres
À la différence des émissions de séduction mentionnées ci-dessus, celles-ci montrent de nouveaux participants à chaque épisode. Ce format a été employé la première fois dans l'émission des années 1960 The Dating Game. En voici des exemples modernes (souvent développés par la chaîne MTV) :
- Next (au suivant) : 1 candidat teste 5 personnes à tour de rôle en lui organisant quelques jeux simples. Il peut éliminer à tout moment le candidat qui gagne en argent le nombre de minutes passé à l'antenne. Quand le testeur apprécie un des candidats, il lui propose de repartir avec l'argent passé avec lui ou d'accepter en échange un deuxième rendez-vous. À noter, des versions gay et lesbienne.
- Parental Control (Mes beaux-parents et moi) : les parents d'un(e) adolescent(e), mécontents du partenaire de celui-ci (celle-ci), sélectionnent parmi des dizaines de candidat(e)s deux prétendant(e)s à leurs goûts. Leur enfant accepte de passer un moment avec les prétendants sous l'œil de son partenaire et de ses parents. À la fin, il ou elle doit choisir entre garder son (sa) partenaire ou un des nouveaux prétendant(e)s.
- Kiffe ma mère : un jeune homme rencontre les mères de trois filles qui doivent les promouvoir.
- Ton ex ou moi : deux ex sont mis ensemble dans une même chambre d'hôtel, surveillés par leurs conjoints respectifs dans une pièce voisine. Des capteurs lumineux s'allument dès qu'ils se touchent.
- Dismissed (Éliminé) : un garçon ou une fille a rendez-vous avec deux autres personnes (généralement du sexe opposé, mais certains épisodes en versions gay et lesbienne existent également). Deux candidats s'opposent pour réussir à séduire la troisième personne, pour cela ils proposent chacun une activité et un lieu pour partager un moment et faire connaissance. À la fin de l'épisode, un des deux candidats est éliminé par la phrase « You're dismissed! ».
- Room Raiders : un garçon (ou une fille) inspecte la maison de trois candidats homosexuels ou hétérosexuels en leur absence et choisit un de ces candidats en fonction de ses observations.
- Séduis-moi… si tu peux ! : 24 jeunes femmes célibataires à la recherche de l'amour font face à un homme, lui aussi célibataire. Ce dernier va se présenter à travers trois étapes. Mais les filles disposent chacune d'un buzzer et lorsque le prétendant la déçoit, elles peuvent buzzer.

### Canulars
Dans les hoax reality shows (« émission de téléréalité de canular »), l'émission entière est une supercherie. Un ou plusieurs candidats pensent qu'ils apparaissent dans une émission de téléréalité légitime alors que le reste de la distribution est composée d'acteurs (par exemple, Mon incroyable fiancé ou Gloire et Fortune : La grande imposture).
D'autres émissions, qui ne sont pas entièrement basées sur le côté « canular » de l'émission, utilisent le même principe en donnant de fausses informations à un ou plusieurs candidats afin de pimenter la compétition. On peut citer comme exemples Greg le millionnaire ou Marjolaine et les Millionnaires.

### Show culinaires
Le principes de ces émissions est de mettre en compétition des candidats à travers diverses épreuves culinaires. Ils sont jugés par un jury de chefs qui les conseillent et développent au fil des émissions une relation plus ou moins personnelle avec chaque candidat. Les chefs deviennent alors de véritables stars (Philippe Etchebest dans l'émission Top Chef est connu pour son caractère « explosif »), ainsi le show culinaire tourne plus à la mise en scène de vedettes qu'à de la simple cuisine. Si la compétition est d'abord culinaire, elle devient peu à peu le reflet de l'opposition de différentes personnalités. En France, des émissions comme Top Chef (M6) ou MasterChef (TF1) sont des téléréalités culinaires.

## Analyses
La téléréalité consiste à montrer dans le cadre d'un programme récurrent, que l'on peut voir avant tout comme un spectacle ludique, des situations mettant des individus au départ anonymes (par opposition aux célébrités) aux prises avec des situations inspirées de situations privées (relevant de l'intime comme l'amour ou l'hygiène) ou professionnelles.
Le sociologue François Jost précise que la télé-réalité, sans prétention artistique, ne vise pas l'exceptionnel, mais le banal. Le « quart d'heure de célébrité » devient un « droit démocratique » de passer à l'écran. Si les participants sont des célébrités (des people), on décontextualise leur présence hors de leur spécialité.
Dans les jeux avec élimination, il s'agit par définition d'éliminer son prochain pour gagner une somme importante. Dans la mise en scène de la formation d'équipes, les sentiments et l'amitié (cf. le nom de l'émission Une amie pour la vie, avec Paris Hilton) sont finalement des stratégies, des moyens de gagner de l'argent (motivation extrinsèque et vision quantitative) et non une fin en soi (motivation intrinsèque et vision qualitative). L'individualisme, la trahison, la dévalorisation d'autrui, les atteintes à la dignité et le harcèlement moral font alors partie des règles du jeu puisqu'il s'agit d'exploiter au maximum toutes les faiblesses d'autrui. Les « moments forts » de l'émission sont les crises de larmes, les colères et les disputes, c'est-à-dire les moments où les candidats « craquent » moralement et physiquement. On peut s'interroger sur les répercussions futures de ces émissions télévisées sur la vision du monde et les comportements sociaux des jeunes, surtout des adolescents, qui en sont les cibles principales. Faut-il y voir une forme de barbarie culturelle ? Un reflet de notre société ? Ou l'encouragement d'un modèle systémique de division et de compétitivité à outrance au sein des relations sociales ? Une apologie du darwinisme social ? Ou bien une forme de catharsis ? Ces émissions encouragent-elles l'élimination des plus faibles et les incivilités ? Instrumentalisent-elles la gentillesse et l'amitié au risque de les rendre systématiquement suspectes ?[non neutre] L'auteure américaine Suzanne Collins pousse la logique de l'élimination et de la guerre sociale à son paroxysme dans la trilogie littéraire dystopique Hunger Games. Dans ces romans, les participants d'une émission télévisée, prisonniers forcés d'une arène, gladiateurs des temps modernes, doivent tuer les autres participants jusqu'au dernier sous les yeux des téléspectateurs. Ce concept est similaire à celui du film Battle Royale de Kinji Fukasaku mais ce dernier n'est pas une émission télévisée, ce qui l'exclut de la représentation de la téléréalité.
Le concept peut aussi se rapprocher d'une forme de jeu de rôle grandeur nature qui est apparue dans les années 1990 : des personnes devaient, par exemple, traverser plusieurs pays sans moyens (avec une somme d'argent et leurs papiers dans une enveloppe scellée à n'utiliser qu'en cas de problème). Cependant, ces jeux n'étaient pas filmés, et le but était de vivre directement l'expérience et non pas par procuration.
La sociologue Nathalie Nadaud-Albertini propose une analyse neutre et originale de la téléréalité. Son approche n’entend ni « entrer dans la ronde des critiques » ni « faire l’apologie de la téléréalité » : elle s'intéresse à la façon dont la téléréalité s’est constituée comme genre télévisuel. Elle explique que l'irruption en force de la téléréalité a engendré une polémique importante parce qu’elle a rompu avec les codes et normes télévisuels en vigueur jusqu'alors, de sorte que téléspectateurs et commentateurs n’ont pas su la penser autrement qu’en termes de crainte et de dénonciation. Après avoir étudié les arguments développés lors de la vaste polémique autour de Loft Story, elle montre comment les critiques ont contribué à créer ce genre télévisuel. Elle analyse, en effet, comment la télé-réalité s’est appuyée sur ses critiques pour créer les programmes qui ont suivi le Loft. Elle explique notamment que certaines émissions assument et revendiquent les critiques que l’on a adressées à la télé-réalité, tout en procédant à des sortes de « transactions éthiques » ou du moins qui se présentent comme telles. Ainsi, La Ferme Célébrités joue-t-elle sur les ressorts de la cruauté et du sadisme de façon inédite. Par le recours aux associations caritatives, on présente les candidats comme des héros, abandonnant une existence privilégiée pour vivre dans des conditions difficiles, afin de venir en aide à des personnes que la vie a moins favorisées. On donne donc à cette émission une vocation altruiste en la présentant comme une façon de rétablir une certaine justice sociale. Mais vocation altruiste ou pas, il est toujours question de regarder autrui souffrir, d’où le besoin d'injecter de l’humour par le biais de l’animateur, Christophe Dechavanne. Utiliser l’humour, c’est dire qu’il ne faut pas surinvestir la cruauté envers les participants : elle n’est que temporaire et surtout elle ne s’exerce pas envers des personnes démunies cherchant à améliorer leur existence par leur participation à l’émission, mais envers des gens dont la vie est présentée comme confortable.
Nathalie Nadaud-Albertini s’intéresse également à la façon dont la méfiance vis-à-vis de la télé-réalité façonne la réception des téléspectateurs. Elle décrit différentes postures. Il y a le « soupçon systématique » (on ne regarde pas, mais on critique violemment). Il y a les enquêtes sur la crédibilité des émissions : les téléspectateurs s’interrogent sur ce qu’est la télé-réalité et le statut à lui accorder (réalité ou fiction ? ; faire confiance ou douter de tout ce que la télé-réalité donne à voir ?), témoignages et preuves à charge ou à décharge à l’appui, notamment via Internet. Il y a la « posture ludique » (ce que l’on appelle communément « regarder au second degré »). Il y a également la posture participative dans laquelle les téléspectateurs se sentent proches d’un candidat, et, décident éventuellement de le soutenir par le vote ou en lui envoyant des messages d’encouragement par les différents moyens mis à disposition par Internet. C’est uniquement dans cette dernière posture que la méfiance cesse.

## Critiques et controverses

### Voyeurisme
Les émissions ont un côté voyeuriste : le spectateur peut avoir l'impression d'observer secrètement l'intimité d'une personne, alors que les personnes se livrent volontairement en spectacle (douche, relations sexuelles, etc.). De la part des acteurs, il y a donc un côté exhibitionniste. La Britannique Jade Goody, devenue une célébrité médiatique à la suite de sa participation à Big Brother et morte d'un cancer à l'âge de 27 ans, a accepté, pour mettre ses deux enfants à l'abri du besoin que ses derniers mois fassent l'objet d'une nouvelle émission de téléréalité : elle a commenté à cette occasion : « J'ai vécu devant les caméras, je mourrai devant ». La décision de l'ex-candidate de téléréalité de médiatiser sa propre maladie provoque d'abord une vive polémique au Royaume-Uni, mais son agonie télévisée suscite finalement une vague d'émotion dans l'opinion publique,,.

### Maltraitance des candidats
Morgane Enselme, ancienne candidate de Secret Story, a profité de l'expiration de sa clause de confidentialité pour parler de son expérience en vidéo. Elle y dénonce notamment les méthodes de recrutement manipulatoires et divers mauvais traitements que les candidats subissaient dans le cadre des émissions dans le but de les faire craquer nerveusement, comme de mauvaises conditions d'hygiène, le refus de médicaments ou l'impossibilité de savoir l'heure.

### Notoriété artificielle
La téléréalité est également critiquée pour sa tendance à conférer à certains participants une notoriété artificielle, qui se révèle parfois difficile à gérer par les intéressés, notamment du fait de son caractère éphémère quand les candidats ne l'entretiennent pas en s'imposant dans un domaine particulier (chanson, comédie, animation...),. Le sociologue François Jost pointe ainsi les dangers qu'encourent certains candidats qui recherchent la célébrité, mais sont « dans l’illusion totale quant à leur notoriété réelle », confondent notoriété et popularité, et ont par la suite des difficultés pour revenir à une existence normale. Certains sont en effet victimes d'une perception décalée de leur propre célébrité, qui peut découler non d'une réelle popularité, mais de la dérision que manifeste le public à leur encontre. Dix-huit suicides d'anciens candidats d'émission de téléréalité ont été recensés entre 1997 et 2012.

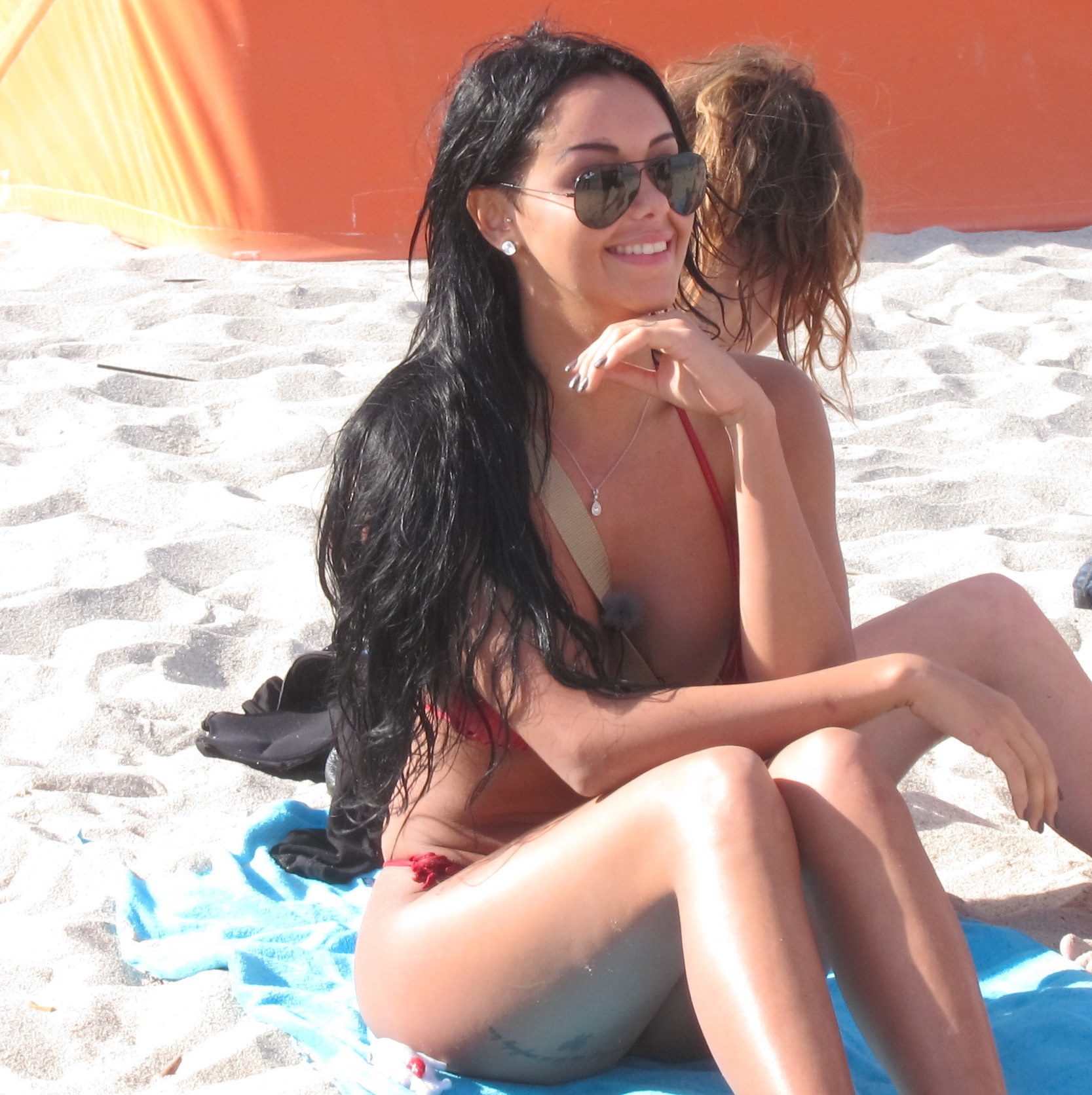
Nabilla Benattia, participante aux saisons 4 et 5 de l'émission Les Anges de la téléréalité, fait l'objet d'un buzz médiatique en France en 2013.

La notoriété de certains candidats est notamment liée non pas à des mérites artistiques ou intellectuels particuliers, mais à des points précis de leur personnalité ou de leur comportement, propres à susciter la curiosité ou l'amusement du public. En 2013, un buzz médiatique naît ainsi en France autour d'une déclaration de Nabilla Benattia, participante à la saison 5 de l'émission Les Anges de la téléréalité (« Allô ? Non mais allô, quoi ? T'es une fille, t'as pas de shampooing ! Allô ! Je sais pas moi, vous me recevez ? T'es une fille, t'as pas de shampooing ! C'est comme si je te dis : t'es une fille, t'as pas de cheveux ! »). Ces propos font l'objet de nombreuses parodies et détournements divers et apportent à la candidate une notoriété médiatique instantanée, selon un phénomène que François Jost rattache à la culture du « bashing » et des « petites phrases », qui font de Nabilla « un excellent bouc émissaire collectif » : pour le sociologue, le « phénomène Nabilla » relève à la fois de la « banalisation du banal » et du « foutage de gueule décomplexé », « ce goût pour le sadisme, ce sens du « il y a toujours plus con que soi » qui plaît tant aux jeunes ». Nabilla est, à partir de novembre 2013, la vedette de l'émission Allô Nabilla, diffusée sur NRJ 12.

### Scénarisation
Par ailleurs, le côté « réel » de certaines émissions de téléréalité est parfois mis en doute,. D'une part, les personnes filmées étant informées de la démarche, on se retrouve dans l'oxymore « soyez naturel » (act naturally) qui constitue une véritable injonction paradoxale : si l'on donne des consignes, des injonctions à une personne, elle n'agit plus spontanément. D'autre part, il y a une véritable mise en scène : personne ne vit volontairement plusieurs mois dans un appartement sans en sortir, et le metteur en scène de l'émission organise des défis, des thèmes, on n'est donc pas dans la spontanéité. Il y a une sélection sur la personnalité des personnes, il ne s'agit pas d'un tirage au sort, il y a même une véritable composition de l'équipe en fonction des caractères, voire du politiquement correct. Le plus souvent, les gens filmés sont dans une situation économique de subordination avec la production et souhaitent obtenir une meilleure situation sociale grâce à leur passage devant la caméra, d'où un comportement non naturel et plus proche de la fiction. Un terme plus exact serait donc « improvisation par des acteurs amateurs », ou « réalité-fiction ».

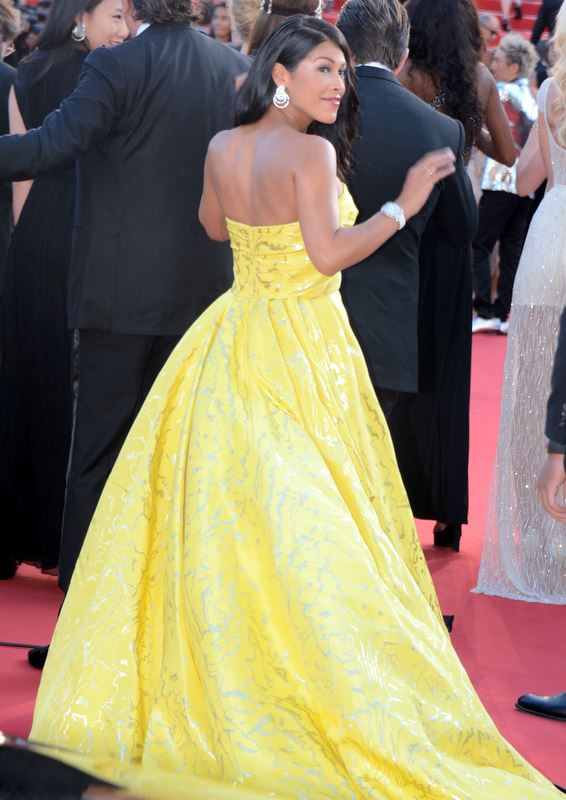
Ayem Nour, candidate française de téléréalité, (saison 5 de Secret Story) devenue ensuite animatrice de télévision.

Il existe une autre analyse du rapport entre le « réel » et la fiction. Il s'agit de saisir la dimension novatrice de l'écriture du récit de télé-réalité à travers la définition du type de personnage qui lui est propre : « le personnage-personne ». À la différence du personnage des récits audiovisuels habituels (séries, films…), le personnage-personne ne propose pas de rôle déjà écrit avant que le tournage ne commence. Il est construit a posteriori par la production, à partir de la mise en intrigue des actes et des paroles de la personne du candidat pendant l'émission. Le personnage-personne est donc lié à la personne du participant par un lien fort et insubstituable : personne d'autre ne peut incarner le personnage-personne d'un candidat, si ce n'est le candidat lui-même.
Autre exemple : Secret Story revendique ouvertement la manipulation. Chaque candidat doit préserver son propre secret et découvrir celui des autres, quitte à manipuler ou à trahir. Mais chaque saison comporte un candidat qui participe au programme pour adresser un message d’ouverture et de tolérance. Par exemple, Erwan de Secret Story 1, un homme trans, explique : « Je suis né avec le mauvais corps. La nature est parfois cruelle. Elle fait des erreurs qui peuvent faire énormément de mal, qui pourrissent même toute la vie. Si c’est dur pour moi de le dire et que j’ai quand même assumé le fait de participer à cette émission, c’est déjà que je voulais montrer à l’extérieur qu’on était comme les autres. On se tape les mêmes délires. On ne vit pas en gangs, on n’est pas des fous, on n’est pas des pervers sexuels. Et puis, voilà, c’était vraiment un message de compréhension. Peut-être que mon passage ici, il va servir à quelque chose, pas forcément vis-à-vis de moi, vis-à-vis de l’extérieur. Je peux peut-être être le maillon de quelque chose, et ça, ce serait génial »). De plus, le slogan de l’émission est « Méfiez-vous des apparences ». Autrement dit : « l’émission est-elle aussi manipulatoire qu’elle le prétend ? ». En effet, les candidats les plus stratèges et les plus manipulateurs ne sont jamais les gagnants et surtout ils font l’objet de la part de la production de sanctions symboliques comme des railleries répétées du présentateur (Benjamin Castaldi).

### Abrutissement
Selon une étude menée en France par des chercheurs en pédagogie, parmi les loisirs numériques quotidiens (jeux vidéo, écoute de la musique, téléphone, Internet), c'est le visionnage très fréquent d'émissions de télé-réalité qui a l'impact le plus néfaste sur les performances cognitives et scolaires, de -11 % pour les mathématiques à -16 % pour les acquisitions de connaissances. Pour expliquer ces résultats, les chercheurs avancent deux hypothèses : le « coût temporel » (la moyenne passée devant la télévision pouvant facilement dépasser les quatre ou cinq heures par jour) et l'appauvrissement de la culture et du vocabulaire (la richesse du vocabulaire actif, évaluée en linguistique quantitative par la loi de Zipf, est en moyenne de 687 mots dans une BD, 1 000 mots dans un livre, 4 000 mots dans une revue scientifique et plus de 20 000 mots dans un manuel d'histoire de classe de 3e ; les émissions populaires diffusées en prime time utilisent moins de 600 mots de vocabulaire),.

### Sexisme
Le sexisme est très présent dans la téléréalité, que ce soit à travers des stéréotypes, la réification ou dans la dévalorisation d'attitude chez les femmes qui sont valorisées chez les hommes et qui conduisent les spectateurs à harceler les candidates sur les réseaux sociaux,,,, .
Ainsi, Loana Petrucciani déclarera dans son livre Sexisme Story avoir énormément souffert de sa médiatisation à la suite du scandale suscité par sa relation sexuelle en direct dans la piscine de l'émission Loft Story, qui la poussera dans l'alcoolisme et la conduira à faire plusieurs tentatives de suicide.
Dans son état des lieux sur le sexisme en France paru en 2020,  Le Haut Conseil à l'égalité entre les femmes et les hommes a noté que  « dans les émissions de divertissement, notamment de téléréalité, les traits de caractère et les assignations à des tâches et rôles sociaux de sexe sont stéréotypés, ; le dénigrement et la disqualification des femmes sont toujours présents de même qu’une hyper sexualisation sans lien avec le sujet traité » .

### Placements de produits
De nombreuses stars de téléréalité mettent à profit leur notoriété pour faire des placements de produits, notamment sur les réseaux sociaux. Ces placements de produits ont fait l'objet de critiques, notamment au niveau de fausses promotions et de produits surpayés, avec des difficultés pour se faire rembourser.

### Procédures judiciaires
En France, après sept années de procédure, le jeune avocat Jérémie Assous « a obtenu, le 3 juin 2009, de la Cour de cassation, la requalification en contrat de travail des conventions qui lient les participants aux producteurs de l'émission de télé-réalité L'Île de la tentation sur TF1 ». Il a mis en avant que la direction du tournage les dirigeait constamment dans leurs moindres faits et gestes, direction qui suit un scénario, très loin de l’image vendue d’une réalité filmée. Ainsi, même les dialogues sont pré-écrits. Cette affaire a permis de révéler les règlements draconiens auxquels sont soumis les acteurs : outre le respect minutieux du scénario, ceux-ci ne peuvent avoir de contact avec les techniciens, ne peuvent emporter ni stylo, ni papier, ni appareil photo ; les producteurs confisquent les passeports des acteurs à l’arrivée sur les lieux de tournage, quand ceux-ci sont choisis à l’étranger. Au total, L’Île de la tentation soumet ses acteurs à plus de cinquante obligations dont le non-respect peut conduire à une action en réparation de la part de la production.

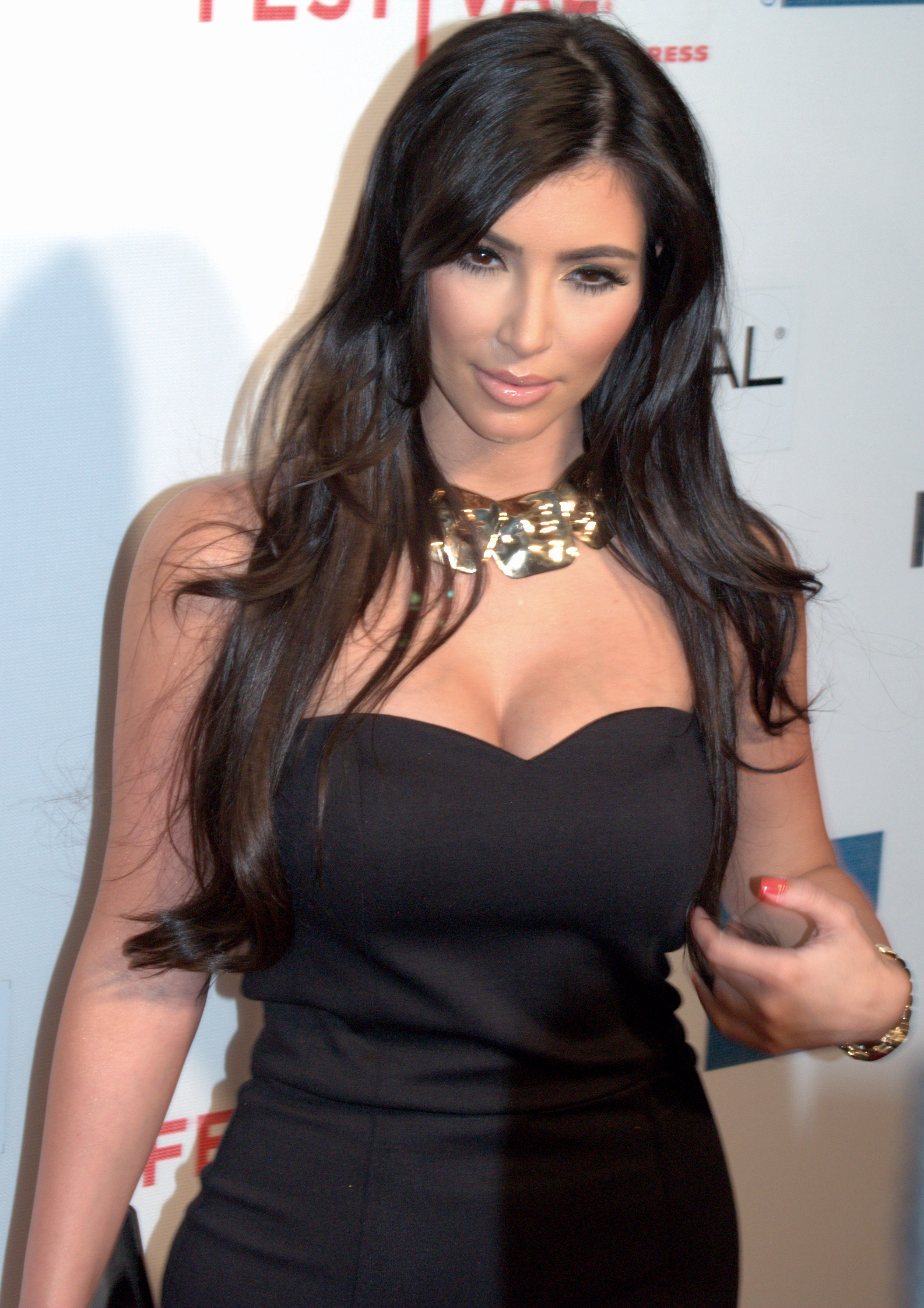
Kim Kardashian, vedette depuis 2007 de sa propre émission de téléréalité, L'Incroyable Famille Kardashian.

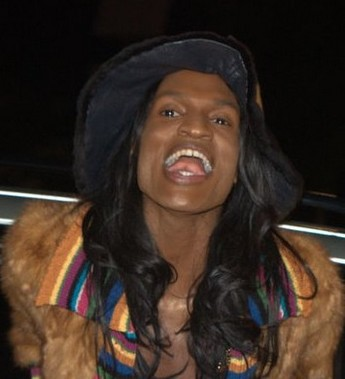
François-Xavier, dit FX, candidat de la saison 3 de Secret Story, suicidé en 2011.

### Citations
- Zygmunt Bauman (2005) décrit la télé-réalité comme une métaphore du monde global, où « ce qui est mis en scène, c'est la jetabilité, l'interchangeabilité et l'exclusion »[46].
- Marie-Hélène Soenen (2011) : « Au fil des ans, une novlangue est apparue chez les candidats de la télé-réalité, avant de se propager à tous les genres d’émissions. Ce parler télé se reconnaît à certaines expressions devenues clichés. » Elle a écrit un petit lexique pour le débusquer jusque dans nos conversations quotidiennes[47].
- Christian Chavagneux (2005) : « Individualiste, le capitalisme l'est indéniablement dans le monde du chacun pour soi qu'il promeut. Il l'est dans le déballage cathodique de la banalité de la petite vie de chacun par la télé-réalité, dans l'ultramédiatisation de quelques vedettes sportives ou artistiques, utilisées pour "vendre du temps de cerveau humain disponible" aux multinationales. »[48]

## Représentations ayant pour sujet le principe de téléréalité

### Films ou séries
- Les Gladiateurs (1969) de Peter Watkins
- Punishment Park (1971) de Peter Watkins
- What a Flash! (1972) de Jean-Michel Barjol
- Network : Main basse sur la télévision (1976), film de Sidney Lumet
- Rollerball (1975) de Norman Jewison
- Le Couple témoin (1977) de William Klein, film franco-suisse
- La Mort en direct (1980) de Bertrand Tavernier
- Le Prix du danger (1983) d'Yves Boisset
- Running Man (1987) de Paul Michael Glaser
- Louis 19, le roi des ondes (Reality Show) (1994) de Michel Poulette. Comédie québécoise reprise par Ron Howard pour le film En direct sur Ed TV.
- The Truman Show (1998) de Peter Weir
- En direct sur Ed TV (1999) de Ron Howard
- L'Expérience (2001) de l'allemand Oliver Hirschbiegel
- My Little Eye (2002) de Marc Evans
- Live ! (2007) de Bill Guttentag
- Dead Set (2008), série télé parodiant l'émission Big Brother
- La vie est un zoo (2008), série canadienne qui caricature la téléréalité
- Le Jeu de la mort un documentaire réalisé par France Télévisions en 2009 et diffusé en mars 2010 mettant en scène un faux jeu télévisé Zone Xtrême reproduisant l'expérience de Milgram
- Le Temps de cerveau disponible (2010) est un documentaire de Christophe Nick réalisé par Jean-Robert Viallet
- La tétralogie Hunger Games (2012-2015) avec Jennifer Lawrence et Josh Hutcherson
- Unreal (2015-2018) série télévisée créée par Marti Noxon et Sarah Gertrude Shapiro avec Shiri Appleby et Constance Zimmer
- Doctor Who, 2005 : « Le Grand Méchant Loup » (saison 1, épisode 12)
- Battle Royale, (2000)  film japonais réalisé par Kinji Fukasaku, sorti en 2000.

### Jeux vidéo
- The Devil Inside (2000), jeu vidéo produit par Cryo Interactive

### Romans
- 1984 (1948) de George Orwell, adapté au cinéma en 1984 par Michael Radford. Ce livre ne traite pas spécifiquement de la téléréalité mais le nom de « Big Brother », utilisé ensuite dans les productions Endemol, est tiré de ce roman.
- Jack Barron et l'Éternité (1969) de Norman Spinrad
- Marche ou crève (1979) de Richard Bachman
- Running Man (1982) de Richard Bachman
- Regardez-moi ! (2001) de Gudule
- Acide sulfurique (2005) d'Amélie Nothomb
- L'Œil de Caine (2006) de Patrick Bauwen
- Devine qui vient mourir ce soir ? (2007) de Ben Elton
- La trilogie Hunger Games (2008-2010) de Suzanne Collins

#### Ouvrages de référence
- Florian Anselme, La téléréalité au confessionnal, Éditions du Moment, 2015
- Philippe Bartherotte, La Tentation d'une île - Derrière les caméras de la téléréalité, ed. Jacob-Duvernet, 2009.
- Jérôme Bourdon, Du service public à la télé-réalité : Une histoire culturelle des télévisions européennes 1950-2010, Paris, Ina, coll. Médias Histoire, 2011  (ISBN 2869381972)
- Vincent Cespedes, I Loft You, éd. Mille et Une Nuits, 2001
- Benoît Delmas, Véronique Richebois L'histoire secrète d'Endemol : Star Academy, Loft Story, La Ferme Célébrité, Paris, Flammarion, coll. EnQuêtes, 2006  (ISBN 2080686631)
- Dominique Duforest, La télé-réalité de A à Z, Paris, Hors Collection, 2006  (ISBN 2258069149)
- Antoine Frédéric, La réalité si je mens : Analyse critique de la télé-réalité, Bruxelles, Média Animation, coll. Les dossiers de l'éducation aux médias, 2009
- François Jost, L'empire du Loft, Paris, La Dispute, coll. Des mots sur les images, 2002  (ISBN 2843030668)
- François Jost, Le culte du banal : de Duchamp à la téléréalité, éd. CNRS, 2007,  (ISBN 978-2-271-06507-0)
- François Jost, L'empire du Loft (la suite), Paris, La Dispute, coll. Des mots sur les images, 2007  (ISBN 2843031532)
- François Jost, La télévision du quotidien : Entre réalité et fiction, Bruxelles, De Boeck, coll. Médias recherche, 2004  (ISBN 2804144194)
- François Jost, La télé-réalité, Cavalier bleu Éditions, coll. Myth'o, 2009  (ISBN 2846702551)
- Damien Le Guay, L'empire de la télé-réalité : Ou comment accroître le temps humain de cerveau disponible, Paris, Presses de la Renaissance, 2005  (ISBN 2856169910)
- Noël Mamère, Patrick Farbiaz, La vie rêvée du Loft, Paris, Ramsey, 2001  (ISBN 2266117548)
- Gregory Morin, Reality Show, essai, éd. Thélès, 2007
- Nathalie Nadaud-Albertini, 12 ans de téléréalité... au-delà des critiques morales, Paris, Ina Éditions, coll. Médias Histoire, juillet 2013,  (ISBN 9782869382107)
- Christophe Nick, Michel Eltchaninoff, L'expérience extrême, Paris, Don Quichotte, 2010  (ISBN 9782359490114)
- Olivier Razac, L'écran et le zoo. Spectacle et domestication des expositions coloniales à Loft Story, 2002
- Dominique Roux, Jean-Pierre Teyssier, Les enjeux de la télé-réalité, Paris, Economica, 2003  (ISBN 2717847022)
- Camille Tétard et al., L'officiel de la télé-réalité 2004, Paris, Éditions Pepper, coll. Les Officiels, 2004  (ISBN 291558401X)
- Constance Vilanova, Vivre pour les caméras, Paris, Éditions Jean-Claude Lattès, 2024  (ISBN 2709672499)
- Robert Wangermée, A l'école de la télé-réalité, Labor Sciences Humaines, coll. La Noria, 2004  (ISBN 2804019667)
- Bibliographie internationale sur la télé-réalité (Site "Histoire de la télévision" d'André Lange)

#### Articles
- Umberto Eco, Come presentare in TV, 1987, in Il secondo diario minimo, (1992), Fabbri ed.
- Vincent Amiel, Pierre Chambat, Alain Ehrenberg, Gérard Leblanc : « Les reality shows un nouvel âge télévisuel ? », In: Esprit, Paris, janvier 1993, p. 5-81.
- Marc Perrenoud, « Épopée culinaire et renaissance entrepreneuriale : La télé-réalité met le travail en spectacle », Le Monde diplomatique, no 710,‎ mai 2013 (ISSN 0026-9395, lire en ligne)

#### Vidéographie
- Ce soir (ou jamais !) du 28 mars 2011 : débat sur les 10 ans de la téléréalité
- Médias, le mag du 3 avril 2011 : Dix ans de téléréalité en France (débat).
- Temps de cerveau disponible - Jusqu'où va la télé ? : film documentaire, 2010, France 2. Critique par Première (magazine).

#### Émission de radio
- François Saltiel, « Les réseaux sociaux, nouvelles stars de la télé-réalité ? » [audio], émission Le Meilleur des mondes (58 min), France Culture, 9 juin 2023.